# Agência Nacional do Cinema
A Agência Nacional do Cinema (Ancine) é um órgão oficial do governo federal do Brasil, constituída como agência reguladora, com sede na cidade de Brasília, cujo objetivo é fomentar, regular e fiscalizar a indústria cinematográfica e videofonográfica nacional. A agência foi criada no governo do presidente Fernando Henrique Cardoso, em 6 de setembro de 2001, através da Medida Provisória n.º 2.228-1, posteriormente regulamentada pela Lei nº 10.454 em 13 de maio de 2002. Com isso, passou a ser dotada de autonomia administrativa e financeira e vinculada diretamente à Presidência da República. Em 13 de outubro de 2003, passou a ser vinculada ao Ministério da Cultura. Com a extinção deste ministério em 2019, foi vinculada ao Ministério da Cidadania. Voltou a ser vinculada ao Ministério da Cultura no terceiro governo Lula.

## Estrutura
A Ancine, constituída como autarquia em regime especial (agência reguladora), é administrada por uma diretoria colegiada, composta de um Diretor-Presidente e três Diretores, com mandatos fixos e não coincidentes, aprovados pelo plenário do Senado Federal.
Subordinadas à estrutura da Diretoria Colegiada, estão as Superintendências de Fomento, Registro, Acompanhamento de Mercado, Desenvolvimento Econômico e Fiscalização.
O primeiro Diretor-Presidente da Ancine foi o cineasta Gustavo Dahl (2001-2006). Neste período, também fizeram parte da diretoria Augusto Sevá, João Eustáquio da Silveira e Lia Gomensoro Lopes. Manoel Rangel foi nomeado em 2005 para a diretoria, para o lugar deixado pela saída de Sevá, e assumiu o posto de diretor-presidente ao fim do mandato de Dahl, em 2007. Permaneceu no cargo até 2017, quando foi substituído interinamente por Debora Ivanov. Em 03 de janeiro de 2018, o diretor Christian de Castro Oliveira é nomeado Diretor-Presidente da Agência.

## Histórico

2001–2016

A Ancine foi criada para atender a uma reivindicação expressa no III Congresso Brasileiro de Cinema (CBC), realizado em Porto Alegre entre 28 de junho e 1º de julho de 2000. O documento final do encontro apontava 69 resoluções, entre elas a continuidade do CBC como entidade permanente e o apoio à criação, no âmbito do Governo Federal, de um órgão gestor da atividade cinematográfica, em substituição à Embrafilme, extinta em 16 de março de 1990, pelo Programa Nacional de Desestatização (PND) do governo de Fernando Collor de Mello.
Como o programa de governo do presidente Fernando Henrique Cardoso buscava limitar a ação do Estado na economia à regulação por meio de agências, foi este também o formato escolhido para criar o novo órgão. Assim, em 6 de setembro de 2001 foi editada a MP 2228/2001, que se manteve em vigor graças à Emenda Constitucional nº 32, de 11 de setembro de 2001.
No primeiro mandato do Governo Lula, houve discussões para ampliar os poderes da agência, que passaria a se chamar Agência Nacional do Cinema e do Audiovisual (Ancinav) e a regular também o mercado de Televisão. Contudo, o projeto sofreu fortes críticas, principalmente das empresas de radiodifusão, e acabou sendo abandonado.
A Agenda Regulatória, documento aprovado pela entidade em 2010 com seu planejamento para o biênio 2010-2011, lista os seguintes pontos como ações estratégicas:

## Críticas e controvérsias

### Sky Brasil
Em 2012, ao comentar as críticas das operadoras de TV por assinatura para a nova lei da TV paga, o presidente da Ancine, na época Manoel Rangel, disse que tinha "gente com urticária" ao ver este setor de TV paga em destaque no mercado brasileiro. Rangel não nomeou nenhum dos críticos, mas segundo o Portal da Imprensa, o comentário foi uma clara alusão ao presidente da Sky, Luiz Eduardo Baptista, que estava em conflito com o presidente da Ancine.

No site da Sky Brasil, constava uma propaganda com a seguinte frase: "Seu controle remoto está nas mãos da Ancine". O presidente da Ancine respondeu na Folha de S.Paulo: 

### Burocracia e censura
Em 2012, foi feito um manifesto assinado por 200 cineastas que criticavam a burocracia da Ancine na aprovação de novos projetos. Segundo o cineasta Cacá Diegues, que também assinou o manifesto, a "burocratização da Ancine não é só apenas uma coisa indesejável, mas também muito perigosa. A burocracia é instrumento de censura ideológica, estética, política e artística".
O diretor Luiz Rosemberg Filho, disse em entrevista ao Omelete em 2015:
O último longa de Luiz Rosemberg Filho, "O santo e a vedete", foi lançado em 1982, quase vinte anos antes da criação da Ancine.

### Uso do dinheiro público
Em maio de 2014, a Carta Capital republicou um artigo do Intervozes onde questiona o destino do dinheiro público no mercado audiovisual.
Mais recentemente, em dezembro de 2016, a mesma revista Carta Capital publicou matéria intitulada "O milagre do cinema brasileiro", destacando que o mercado audiovisual do país teve "crescimento chinês" na última década, e ligando este crescimento a ações tomadas pelas diretorias da Ancine.
Em julho de 2019, o ex-presidente do Brasil, Jair Bolsonaro, assinou um decreto que transferiu o Conselho Superior de Cinema (CSC) do Ministério da Cidadania para a Casa Civil, durante a cerimônia que comemorava os 200 dias de seu governo em Brasília. Durante o ato, Bolsonaro expressou seu descontentamento com o uso de fundos públicos para financiar produções como o filme "Bruna Surfistinha", de 2011, que relata a vida de uma trabalhadora sexual, ressaltando que, embora não se opusesse às escolhas individuais, considerava inaceitável o ativismo financiado com recursos públicos. Além disso, o presidente manifestou sua intenção de transferir a sede da Agência Nacional do Cinema (Ancine) do Rio de Janeiro para Brasília, uma medida que, segundo a Secretaria-Geral da Presidência, visa fortalecer a articulação de políticas públicas na área cinematográfica nacional. A transferência de sede foi justificada pelo ministro da Cidadania, Osmar Terra, que argumentou que a legislação estabelecia que a direção da Ancine deveria estar na capital federal. Essa decisão gerou preocupação no setor audiovisual, onde se temia uma redução do contato direto entre cineastas e o órgão regulador. Críticas também surgiram em relação à possível interferência governamental no conteúdo das produções culturais, especialmente após a divulgação de um documento do grupo Movimento Brasil 2100, que criticava projetos sobre sexualidade, gênero e meio ambiente aprovados pela Ancine. Paralelamente, o ministro-chefe da Casa Civil, Onyx Lorenzoni, defendeu o retorno do CSC à sua órbita original e propôs a implementação de novas regras para avaliar o sucesso comercial das produções apoiadas com recursos públicos, argumentando que o dinheiro investido provém dos contribuintes e deve ser utilizado com responsabilidade.

### Filtro
Em 2019 o então presidente Jair Bolsonaro afirmou 'Se não puder ter filtro, nós extinguiremos a Ancine' ao anunciar a mudança da sede para Brasília. Tais mudanças foram sugeridas por um relatório escrito pelo Movimento Brasil 2100, formado por ativistas e artistas, em seu relatório O Caos da Cultura. 